# ناروتو (الموسم 4)
الموسم الرابع من مسلسل ناروتو - بعنوان «المرحلة الرابعة» في اليابان - من إخراج هاياتو داتيه ومن إنتاج إستديو بيرو و‌تلفاز طوكيو. مقتبس من مانغا ماساشي كيشيموتو، ويحكي الموسم عن ناروتو ورفاقه وهم يؤدون مهمات قصيرة مختلفة، بعدما التحق ساسكي أوتشيها بأوروتشيمارو.
عُرض الموسم في اليابان أول مرة في 6 يوليو 2005 وانتهى 3 مايو 2006. وقد قام بدبلجة النسخة العربية مركز الزهرة وعُرضت على سبيس باور ابتداءً من 29 سبتمبر 2015 (على أنها تتمة للجزء الرابع في الدبلجة) حتى 7 نوفمبر 2015 (نهاية الجزء الرابع المدبلج) ثم توقف عند الحلقة 151. جمعت سوني بيكتشرز الحلقات في صيغة دي في دي بمجموع 12 مجلدًا، كل مجلد يحتوي 4 حلقات، ابتداءً من 1 يناير وحتى 6 ديسمبر 2006. كذلك أصدرت سبيستون حلقات ناروتو بصغية دي في دي أيضًا.
توجد 7 شارات موسيقية في هذه الحلقات؛ 3 شارات للبداية و4 أخرى للنهاية. شارات البداية هي "لا يا فتى لا تبكِ" (ノーボーイ·ノークライ نو بوي نو كوراي) من أداء ستانس بانكس (استمرت حتى الحلقة 151)، والثانية هي بعنوان "تنافس الأقمار الصناعية" (波風サテライト ناميكازي ساتيرايتو) من أداء شوكل (من الحلقة 152 حتى 177)، والأخيرة هي «تذكر» (Re:member) من أداء فلو (للحلقات المتبقية). أما شارات النهاية فهي «سرعة» (Speed) من أداء أنالوغفش (حتى الحلقة 151)، والثانية بعنوان "أنا دائمًا بجانبك" (そばにいるから إرو كارا) من أداء أمادوري (من الحلقة 152 حتى 167)، والثالثة هي "موكب" (パレード باريدو) من أداء تشابا (من الحلقة 168 حتى 177)، والأخيرة هي «قمر أصفر» (Yellow Moon) من أداء أكيبوشي (لبقية الحلقات). بالنسبة للنسخة العربية فكانت شارة ناروتو تستخدم لكل المسلسل بدون استثناء لأي موسم.

## قائمة الحلقات
| الإجمالي                                                                                 | الإجمالي                                                | عنوان الحلقة | فصول المانغا                                            | تاريخ العرض الأصلي                                      | تاريخ العرض العربي                                      | مرجع                                                    |
| المسلسل                                                                                  | الموسم                                                  | عنوان الحلقة | فصول المانغا                                            | تاريخ العرض الأصلي                                      | تاريخ العرض العربي                                      | مرجع                                                    |
| مهمة تتبع ميزوكي (ミズキ追跡任務 ميزوكي تسويسيكي نينمو)                                  | مهمة تتبع ميزوكي (ミズキ追跡任務 ميزوكي تسويسيكي نينمو) | مهمة تتبع ميزوكي (ミズキ追跡任務 ميزوكي تسويسيكي نينمو) | مهمة تتبع ميزوكي (ミズキ追跡任務 ميزوكي تسويسيكي نينمو) | مهمة تتبع ميزوكي (ミズキ追跡任務 ميزوكي تسويسيكي نينمو) | مهمة تتبع ميزوكي (ミズキ追跡任務 ميزوكي تسويسيكي نينمو) | مهمة تتبع ميزوكي (ミズキ追跡任務 ميزوكي تسويسيكي نينمو) |
| ---------------------------------------------------------------------------------------- | ------------------------------------------------------- | --- | ------------------------------------------------------- | ------------------------------------------------------- | ------------------------------------------------------- | ------------------------------------------------------- |
| 142                                                                                      | 38                                                      | «هروب من السجن» الأشرار الثلاثة من السجن عالي السرية "غِنكاي شيسِتسو نو سان أكونين" (厳戒施設の三悪人)                                                                    | 238                                                     | 6 يوليو 2005                                            | 29 سبتمبر 2015                                          | [ 4 ]                                                   |
| 143                                                                                      | 39                                                      | «تونتون! أعتمد عليك!» "هاشيري تونتون! أوماي نو هانا غا تايوري داتِّبيو" (走れトントン!お前の鼻が頼りだってばよ)                                                           | حصرية                                                   | 13 يوليو 2005                                           | 4 أكتوبر 2015                                           | [ 4 ]                                                   |
| 144                                                                                      | 40                                                      | «مستوى جديد! اثنان وكلب» فريق جديد! شخصان وكلب؟! "شينسيه سوريمان سيرو فوتاري تو إبِّيكي" (新生三人一組 二人と一匹!)                                                       | حصرية                                                   | 20 يوليو 2005                                           | 6 أكتوبر 2015                                           | [ 4 ]                                                   |
| 145                                                                                      | 41                                                      | «الفريق الجديد! إينو-شيكا-شو» تشكيلة جديدة: إينو-شيكا-شو! "ساكورِتسو! نيو فوميشون إينوشيكاتشو" (炸裂!ニューフォーメーションいのシカチョウ)                               | حصرية                                                   | 27 يوليو 2005                                           | 11 أكتوبر 2015                                          | [ 4 ]                                                   |
| 146                                                                                      | 42                                                      | «ظل أرتشيمارو» الطموح المتبقي: ظل أوروتشيمارو "نوكوساريتا يابو أوروتشيمارو نو كاغي" (残された野望 大蛇丸の影)                                                           | حصرية                                                   | 10 أغسطس 2005                                           | 13 أكتوبر 2015                                          | [ 5 ]                                                   |
| 147                                                                                      | 43                                                      | «الصراع الحاسم» تصادم للمصير: لا يمكنك أن تهزمني "إنِّين نو تايكِتسو! أوماي ني أوري وا تاوسِني" (因縁の対決!オマエにオレは倒せねえ)                                         | حصرية                                                   | 17 أغسطس 2005                                           | 18 أكتوبر 2015                                          | [ 5 ]                                                   |
| مهمة البحث عن البيكتشو (微香虫探索任務 بيكوتشو تانساكو نينمو)                            |                                                         | |                                                         |                                                         |                                                         |                                                         |
| 148                                                                                      | 44                                                      | «البحث عن يرقانة البيكتشو» البحث عن الخنفساء النادرة بيكتشو "تشو-تسويبيريوكو ني أكامارو مو شيتُّو! مابوروشي نو بيكوتشو أو ساغاسي" (超追尾力に赤丸も嫉妬!幻の微香虫を探せ) | حصرية                                                   | 17 أغسطس 2005                                           | 20 أكتوبر 2015                                          | [ 5 ]                                                   |
| 149                                                                                      | 45                                                      | «ما الاختلاف؟! جميعها متشابهة» ما الفرق؟ أليست كل الحشرات متشابهة؟ "دوكو غا تشيغاو نو سا!؟ موشي تتي أوناجي ميناي كا" (どこが違うのさ!? 虫って同じに見えないか)          | حصرية                                                   | 24 أغسطس 2005                                           | 25 أكتوبر 2015                                          | [ 5 ]                                                   |
| 150                                                                                      | 46                                                      | «معركة الحشرات» معركة الحشرات: المخادعون والمخدوعون "داماشيتي باكاشيتي داماساريتي! سوزِتسو موشيموشي داي باتورو" (だまして化かしてだまされて! 壮絶ムシムシ大バトル)       | حصرية                                                   | 31 أغسطس 2005                                           | 27 أكتوبر 2015                                          | [ 5 ]                                                   |
| 151                                                                                      | 47                                                      | «مهارة البياكوغان: هذه طريقي في النينجا» لمعان البياكوغان: هذا هو طريقي للنينجا "موي يو بياكوغان! كوري غا واتاشي نو نيندو يو" (燃えよ白眼! これが私の忍道よ)            | حصرية                                                   | 14 سبتمبر 2005                                          | 1 نوفمبر 2015                                           | [ 6 ]                                                   |
| مهمة إزالة عائلة كوروساكي (黒鋤ファミリー排除任務 كوروساكي فاميري هايجو نينمو)           |                                                         | |                                                         |                                                         |                                                         |                                                         |
| 152                                                                                      | غير معلوم                                               | «جنازة آذار جنازة للأحياء» "سيه أرو مونو إي نو سوسوكيوكو" (生あるものへの葬送曲)                                                                                        | حصرية                                                   | 21 سبتمبر 2005                                          | لم تُنتج                                                 | [ 6 ]                                                   |
| 153                                                                                      | غير معلوم                                               | «درس مُتعلَّم: قبضة الحب الحديدية» "كوكورو نو تودوكي! أي نو تيكِّين" (心に届け!愛の鉄拳)                                                                                     | حصرية                                                   | 28 سبتمبر 2005                                          | لم تُنتج                                                 | [ 6 ]                                                   |
| 154                                                                                      | غير معلوم                                               | «عدو البياكوغان» "بياكوغان نو تِنتيكي" (白眼の天敵) | حصرية                                                   | 5 أكتوبر 2005                                           | لم تُنتج                                                 | [ 6 ]                                                   |
| 155                                                                                      | غير معلوم                                               | «السحب المظلمة الزاحفة» "شينوبي يورو أنون" (忍び寄る暗雲) | حصرية                                                   | 12 أكتوبر 2005                                          | لم تُنتج                                                 | [ 6 ]                                                   |
| 156                                                                                      | غير معلوم                                               | «هجوم رايغا المضاد» "غياكوشو نو رايغا" (逆襲の雷牙) | حصرية                                                   | 19 أكتوبر 2005                                          | لم تُنتج                                                 | [ 7 ]                                                   |
| 157                                                                                      | غير معلوم                                               | «اهرب! كاري الحياة» "هاشيري!!! سيميه نو كاري" (走れ!!!生命のカレー) | حصرية                                                   | 26 أكتوبر 2005                                          | لم تُنتج                                                 | [ 7 ]                                                   |
| حلقة مستقلة                                                                              |                                                         | |                                                         |                                                         |                                                         |                                                         |
| 158                                                                                      | غير معلوم                                               | «اتبعني! تحدي البقاء الأكبر» "مينَّا أوري ني تسويتي كوي! أسي تو ناميدا نو تاكورامي داي سابايبارو" (みんなオレについて来い!汗と涙のタクラミ大サバイバル)                   | حصرية                                                   | 2 نوفمبر 2005                                           | لم تُنتج                                                 | [ 7 ]                                                   |
| مهمة القبض على غوسونكوغي (五寸釘捕縛任務 غوسونكوغي هوباكو نينمو)                         |                                                         | |                                                         |                                                         |                                                         |                                                         |
| 159                                                                                      | غير معلوم                                               | «صائد الجوائز من البرية» "تيكي كا ميكاتا كا!؟ كويا نو شوكينكاسيغي" (敵か味方か!?荒野の賞金稼ぎ)                                                                         | حصرية                                                   | 9 نوفمبر 2005                                           | لم تُنتج                                                 | [ 7 ]                                                   |
| 160                                                                                      | غير معلوم                                               | «اصطد أو تصبح فريسة؟! المواجهة في معبد أوكي!» "إرو كا إراريرو كا!؟ أوكي تيرا نو كيتُّو" (獲るか獲られるか!?オッケー寺の決斗)                                              | حصرية                                                   | 16 نوفمبر 2005                                          | لم تُنتج                                                 | [ 7 ]                                                   |
| حلقة مستقلة                                                                              |                                                         | |                                                         |                                                         |                                                         |                                                         |
| 161                                                                                      | غير معلوم                                               | «ظهور الزائرين الغرباء» "سانكياكو كِنزان أو نو ياجو؟ موجو؟... سانجو؟" (珍客見参 碧の野獣?猛獣?...珍獣?)                                                                  | حصرية                                                   | 23 نوفمبر 2005                                          | لم تُنتج                                                 | [ 8 ]                                                   |
| مهمة إفناء المحارب الملعون (呪い武者退治任務 نوروي موشا تايجي نينمو)                     |                                                         | |                                                         |                                                         |                                                         |                                                         |
| 162                                                                                      | غير معلوم                                               | «المحارب الملعون» "شيروكي نوروي موشا" (白き呪いの武者) | حصرية                                                   | 30 نوفمبر 2005                                          | لم تُنتج                                                 | [ 8 ]                                                   |
| 163                                                                                      | غير معلوم                                               | «نية المخطِط» "ساكوشي - كوميه نو أومواكو" (策士·紅明の思惑) | حصرية                                                   | 7 ديسمبر 2005                                           | لم تُنتج                                                 | [ 8 ]                                                   |
| 164                                                                                      | غير معلوم                                               | «متأخر جدًا للمساعدة» "أوسوسوغيتا سوكِتُّو" (遅すぎた助っ人) | حصرية                                                   | 14 ديسمبر 2005                                          | لم تُنتج                                                 | [ 8 ]                                                   |
| 165                                                                                      | غير معلوم                                               | «موت ناروتو» "ناروتو شيسو" (ナルト死す) | حصرية                                                   | 21 ديسمبر 2005                                          | لم تُنتج                                                 | [ 8 ]                                                   |
| 166                                                                                      | غير معلوم                                               | «عندما يتوقف الوقت» "تودوماتَّا ماما نو جيكان" (止まったままの時間) | حصرية                                                   | 4 يناير 2006                                            | لم تُنتج                                                 | [ 9 ]                                                   |
| 167                                                                                      | غير معلوم                                               | «عندما يرفرف البلشون بأجنحتهم» "شيراساغي نو هاباتاكو جيكان" (白鷺のはばたく時間)                                                                                        | حصرية                                                   | 4 يناير 2006                                            | لم تُنتج                                                 | [ 9 ]                                                   |
| حلقة مستقلة                                                                              |                                                         | |                                                         |                                                         |                                                         |                                                         |
| 168                                                                                      | غير معلوم                                               | «اخلطها، مددها، اسلقها! أشعل النار على الوعاء النحاسي!» "مويرو زوندو! مازيتي نوباشيتي يودي أغيرو!" (燃えろ寸胴!混ぜて伸ばして茹で上げろ!)                               | حصرية                                                   | 18 يناير 2006                                           | لم تُنتج                                                 | [ 9 ]                                                   |
| مهمة القبض على وحش البحر (海魔捕獲任務 كايما هوكاكو نينمو، حرفيًا "مهمة القبض على البحر") |                                                         | |                                                         |                                                         |                                                         |                                                         |
| 169                                                                                      | غير معلوم                                               | «الذكرى: الصفحة المفقودة» "كيوكو أوشيناواريتا بيجي" (記憶 失われた頁)                                                                                                   | حصرية                                                   | 25 يناير 2006                                           | لم تُنتج                                                 | [ 9 ]                                                   |
| 170                                                                                      | غير معلوم                                               | «الباب المغلق» "شوغيكي توزاساريتا دوا" (衝撃 閉ざされた扉) | حصرية                                                   | 1 فبراير 2006                                           | لم تُنتج                                                 | [ 9 ]                                                   |
| 171                                                                                      | غير معلوم                                               | «التسلل: الإقامة!» "سِنِّيو شيكوماريتا تورابُّو" (潜入 仕組まれた罠) | حصرية                                                   | 8 فبراير 2006                                           | لم تُنتج                                                 | [ 10 ]                                                  |
| 172                                                                                      | غير معلوم                                               | «اليأس: قلب مكسور» "زِتسوبو هيكيساكاريتا هاتو" (絶望 引き裂かれた心) | حصرية                                                   | 15 فبراير 2006                                          | لم تُنتج                                                 | [ 10 ]                                                  |
| 173                                                                                      | غير معلوم                                               | «المعركة في البحر: إطلاق عنان القوة!» "كايسِن توكيهاناتاريتا" (海戦 解き放たれた力)                                                                                      | حصرية                                                   | 22 فبراير 2006                                          | لم تُنتج                                                 | [ 10 ]                                                  |
| حلقة مستقلة                                                                              |                                                         | |                                                         |                                                         |                                                         |                                                         |
| 174                                                                                      | غير معلوم                                               | «مستحيل! شهرة فن النينجا - تقنية أسلوب المال!» "أرينيتِّبايو! سيريبو نينبو - كينتون نو جِتسو" (ありえねーってばよ! セレブ忍法·金遁の術)                                    | حصرية                                                   | 1 مارس 2006                                             | لم تُنتج                                                 | [ 10 ]                                                  |
| مهمة استخراج الذهب المدفون (埋蔵金発掘任務 مايزو كيم هاكُّوتسو نينمو)                      |                                                         | |                                                         |                                                         |                                                         |                                                         |
| 175                                                                                      | غير معلوم                                               | «بداية موسم صيد الجوائز!» "كوكو هوري وان وان! مايزوكين أو ساغاسي" (ここ掘れワンワン! 埋蔵金を探せ)                                                                      | حصرية                                                   | 8 مارس 2006                                             | لم تُنتج                                                 | [ 10 ]                                                  |
| 176                                                                                      | غير معلوم                                               | «جري، مراوغة، تعرج! طارد أو تصبح طريدًا!» "شيسُّو، ميسو، جيغوزاغو سو! أوتِّي أواريتي ماتشيغايتي" (疾走, 迷走, ジグザグ走!追って追われて間違えて)                             | حصرية                                                   | 15 مارس 2006                                            | لم تُنتج                                                 | [ 11 ]                                                  |
| حلقة مستقلة                                                                              |                                                         | |                                                         |                                                         |                                                         |                                                         |
| 177                                                                                      | غير معلوم                                               | «من فضلك يا رجل البريد!» "أوه!؟ بوريزو ♥ ميسوتا بوسوتومان" (OH!?ぷりーず♥みすたーぽすとまん)                                                                            | حصرية                                                   | 22 مارس 2006                                            | لم تُنتج                                                 | [ 11 ]                                                  |
| مهمة حرس النجوم (星護衛任務 هوشي غوي نينمو)                                              |                                                         | |                                                         |                                                         |                                                         |                                                         |
| 178                                                                                      | غير معلوم                                               | «اللقاء! الفتى ذو اسم النجم» "دياي "هوشي" نو نا أو موتسو شونِن" (出会い 「星」の名を持つ少年)                                                                            | حصرية                                                   | 29 مارس 2006                                            | لم تُنتج                                                 | [ 11 ]                                                  |
| 179                                                                                      | غير معلوم                                               | «التهويدة المذكورة» "ناتسوهي بوشي، أومويدي نو كوموري أوتا" (ナツヒボシ 思い出の子守唄)                                                                                  | حصرية                                                   | 5 أبريل 2006                                            | لم تُنتج                                                 | [ 11 ]                                                  |
| 180                                                                                      | غير معلوم                                               | «التقنية المخفية: ثمن فن النينجا: الكوجاكو» "هيجِتسو كوجاكو ميوهو نو دايشو" (秘術 孔雀妙法の代償)                                                                        | حصرية                                                   | 12 أبريل 2006                                           | لم تُنتج                                                 | [ 11 ]                                                  |
| 181                                                                                      | غير معلوم                                               | «الهوشكاغي، الحقيقة المدفونة» "هوشيكاغي هوموريساراريتا شينجِتسو" (星影 葬り去られた真実)                                                                                 | حصرية                                                   | 19 أبريل 2006                                           | لم تُنتج                                                 | [ 12 ]                                                  |
| 182                                                                                      | غير معلوم                                               | «جمع الشمل، الوقت المتبقي» "سايكاي نوكوساريتا جيكان" (再会 残された時間)                                                                                                | حصرية                                                   | 26 أبريل 2006                                           | لم تُنتج                                                 | [ 12 ]                                                  |
| 183                                                                                      | غير معلوم                                               | «إشعاع النجم» "هوشي وا كاغاياكي أو ماشيتي" (星は輝きを増して) | حصرية                                                   | 3 مايو 2006                                             | لم تُنتج                                                 | [ 12 ]                                                  |